# Getrennte Betten
Getrennte Betten (Originaltitel: The Wheeler Dealers) ist eine US-amerikanische Screwball-Komödie aus dem Jahr 1963 mit Lee Remick und James Garner in den Hauptrollen. Sie nimmt unter anderem den amerikanischen Mythos des Self-Made-Millionärs aufs Korn. Er entstand nach dem Roman von George Goodman.

## Handlung
Molly Thatcher arbeitet als Aktienhändlerin in der Brokerfirma von Bullard Bear, einem Chef mit einem sonderbar-altertümlichen Rollenverständnis. Da er sie nicht direkt entlassen kann, weist er ihr den unmöglichen Auftrag zu, Aktien der unbekannten und unproduktiven Firma Universal Widgets an den Mann zu bringen. Der Misserfolg scheint programmiert – Grund genug, um sie anschließend, ohne eine Klage befürchten zu müssen, feuern zu können.
Bei der Suche nach möglichen Abnehmern trifft Molly auf Henry Tyroon, einen aggressiven, trick- und erfolgreichen Geschäftsmann und Geschäftemacher („Wheeler Dealer“), der als etwas einfältiger Millionär aus Texas in Erscheinung tritt. Eigentlich mehr an Molly als an den Aktien von Universal Widget interessiert, beschließt er, zu helfen. Molly wird Zeuge von Henrys erfolgreichen Geschäften, ob es sich nun um Investments in moderne Kunst, ein schnell „verbessertes“ Lokal oder um ein gemietet-geleast-gekauftes Taxi handelt. Mit Hilfe dreier Texaner Jay Ray, Ray Jay und J.R. kommt er regelmäßig an das notwendige Kapital, um weitere erfolgreiche und sich auszahlende Geschäfte tätigen zu können.
Universal Widget bleibt allerdings ein Rätsel. Das einzige Fabrikgebäude der Werft (oder Wagenfabrik) brannte zur Zeit des amerikanischen Bürgerkriegs nieder, die Firma produziert nichts und bietet auch keinerlei Dienstleistungen an.
Als Henry versucht, die Aktien mit Pressetexten und Wortspielen auf nur ähnlich lautende Bauelemente der Luft- und Raumfahrt loszuschlagen und zugleich mit fragwürdigen Methoden die Mehrheit der Firma zu übernehmen, tritt die Börsenaufsicht in Form von Hector Vanson auf die Bühne. Kompliziert wird die Situation durch die Entlassung von Molly, ausgelöst durch Jay Ray, Ray Jay und J.R., um sie Henry näherzubringen, die wiederum Henry für den Schuldigen hält.
Die scheinbar wertlose Fabrik stellt sich als Familienunternehmen heraus, eine Holding für alte AT&T-Aktien, die, früh und billig gekauft, für einträgliche Dividendenausschüttungen an die Aktionäre sorgen. Der Fall wird niedergeschlagen, als sich zudem herausstellt, dass die Aktien in der Hand weniger Investoren sind, im Privatbesitz, und nicht mehr im öffentlichen Handel. Jay Ray, Ray Jay und J.R. haben wieder gut an Henrys Geschäften verdient.
Auch Henry und Molly gewinnen, als sich Henrys Unschuld für Mollys Entlassung herausstellt. Dass der Texaner Henry Tyroon eigentlich von der Ostküste stammt und einen ausgezeichneten Universitätsabschluss besitzt, den Dialekt lediglich zur Geschäftsanbahnung benutzt, ist eine der letzten Pointen.

## Kritik
„Stellenweise vergnügliches Spiel als Loblied auf den Erfolgsmenschen.“